# Fateme Ekhtesari
Fateme Ekhtesari, également Fatemeh Ekhtesari, née en 1986 à Kachmar, en Iran est une poétesse iranienne.

## Biographie
Fateme Ekhtesari est une poétesse mais également une sage-femme. Elle écrit sur la maternité et notamment sur la grossesse et l'avortement.
Fateme Ekhtesari appartient au mouvement littéraire appelé «ghasel postmoderne», qui découle du genre littéraire plus ancien appelé ghasel, qui réfléchit à la société contemporaine. Son premier recueil de poèmes publié en 2010, lui vaut d'être censurée. Sa publication prend fin lorsque les autorités découvre qu'elle a rempli à la main des mots prohibés avant la publication de son travail. Depuis 2015, son deuxième livre, attend toujours l’autorisation d'être publié par le gouvernement iranien.
Fateme Ekhtesari est la rédactrice en chef du magazine postmoderne Hamin farad bud qui est aujourd'hui interdit.
En 2013, elle participe à un projet appelé où six poètes persans et suédois se  rencontrent. Ce festival de poésie lui vaut dès son retour en Iran, d'être emprisonnée puis libérée sous caution.
En janvier 2016, Fateme Ekhtesari déclare à l'Agence de presse mondiale et généraliste qu'elle et le poète Mehdi Moosavi ont fui l'Iran, pour des raisons de sécurité.

### Justice

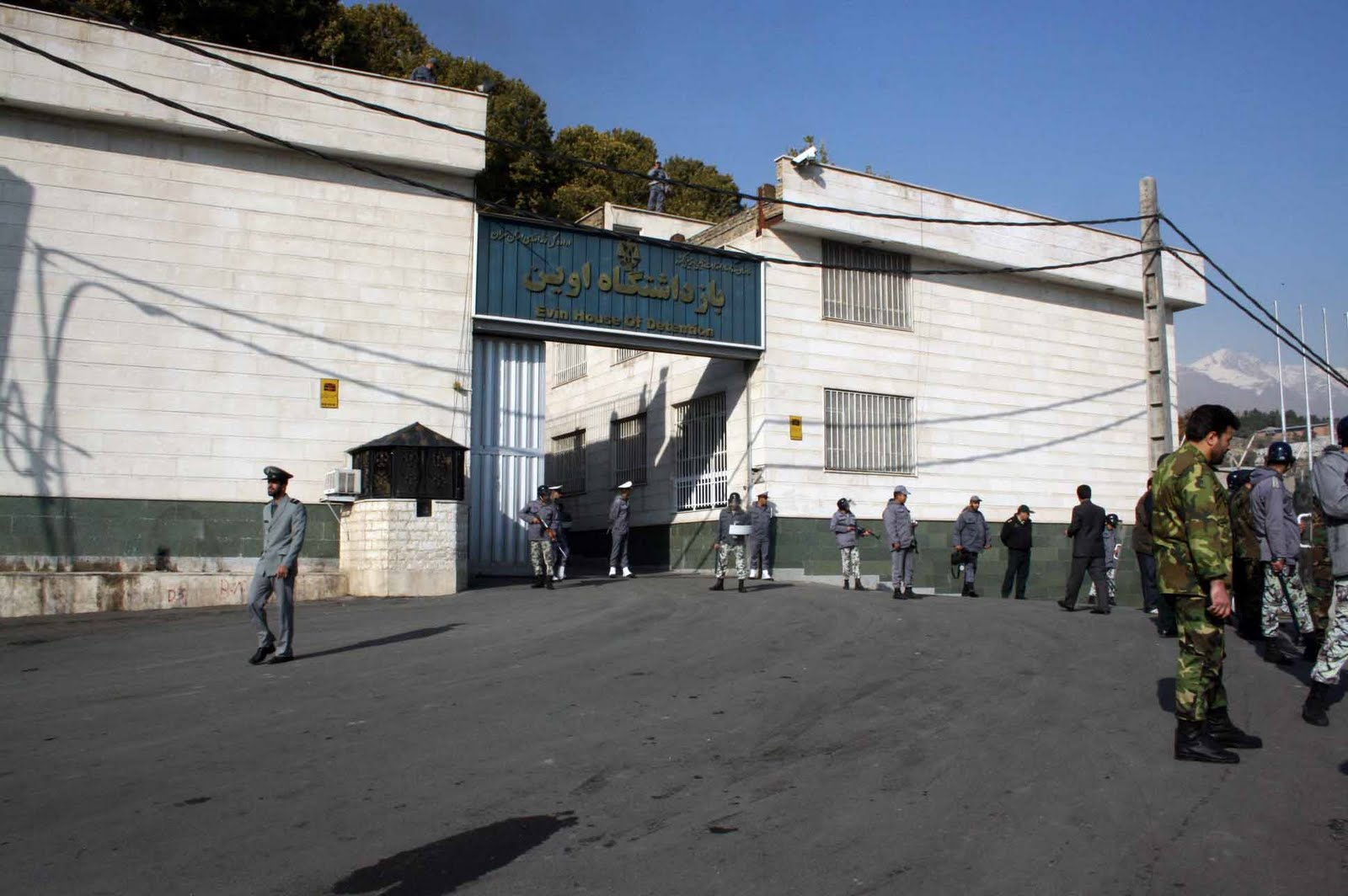
Prison d'Evin

En 2013, Fateme Ekhtesari fait partie des poètes invités qui se sont produits au festival de poésie de Göteborg. Après sa visite en Suède, elle est arrêtée alors qu'elle est sur le point de se rendre en Turquie avec le poète Mehdi Moosavi. Elle est incarcérée à la prison d'Evin à Téhéran,. Son compte Facebook est piraté et son blog est fermé.
Le 13 janvier 2014, le bureau suédois et américain de l'association d'écrivains internationale, l'Union des écrivains suédois (Sveriges Författarförbund) et le festival de péosie de Göteborg protestent pour exiger la libération de Fateme Ekhtesari et d'autres prisonniers iraniens. La manifestation a lieu devant l'ambassade d'Iran à Lidingö,,. Le 14 janvier 2014, Fateme Ekthesari et Mehdi Moosavi sont tous deux  libérés sous caution.
Le 12 octobre 2015, la condamnation de Fateme Ekhtesari est prononcée. Elle est condamnée à 99 coups de fouet et 11,5 ans d'emprisonnement,. Fateme Ekthesari et Mehdi Moosavi sont tous deux condamnés pour des crimes contre le gouvernement iranien, pour comportement immoral et blasphématoire. La peine de Fateme Ekhtesari comprend sept ans pour "insulte au sacré", trois ans pour la publication prétendue de photos indécentes en ligne et dix-huit mois pour diffusion de propagande critique du gouvernement iranien. Les 99 coups de fouet sont des punitions pour «relations illicites»,.

## Hommage
Le rappeur Shahin Najafi, dont la musique est interdite en Iran, utilise certains des poèmes de Fateme Ekhtesari dans ses chansons.